# Darkover-serie
De Darkover-serie is een langlopende serie (vanaf 1964) romans en korte verhalen van de hand van de Amerikaanse auteur Marion Zimmer Bradley (MZB) of door andere auteurs die, met haar toestemming, in hetzelfde fictionele universum schrijven. Zulke andere auteurs hebben niet alleen romans geschreven maar er is ook een hele serie boeken met korte verhalen door fans. Sommige nu bekende auteurs zijn begonnen als zo'n fan, met Mercedes Lackey als bekende voorbeeld.
De boeken zijn niet scherp in te delen in een genre. De ruimteschepen waarmee mensen op de planeet aankomen zijn duidelijk een sciencefiction element, maar de bovennatuurlijke krachten die centraal staan in de verhalen zijn veeleer een fantasy-element.
De verhalen, en romans, waren bedoeld om op zichzelf te staan, zonder een strikte noodzaak om volkomen consistent te zijn met de rest van de serie. De latere verhalen, na 1995 (toen MZB zelf minder actief werd), vormen wel vaker samenhangende eenheden met andere boeken.

## Fictionele wereld
De verhalen zijn grotendeels gesitueerd in de verre toekomst, op de fictieve planeet Darkover, maar spelen zich af over een enorm tijdvak (mogelijk tot tienduizend jaar).
De planeet is ooit gekoloniseerd door mensen die daar per ongeluk terecht kwamen, en die niet uitgerust waren om daar een zelfstandige kolonie te vestigen. Alle bestaande technologie ging verloren en er ontwikkelde zich een maatschappijvorm die vrouwen sterk beschermt en inperkt.
In plaats daarvan wordt in toenemende mate vertrouwd op bovennatuurlijke krachten (met de verzamelnaam laran). Deze bovennatuurlijke krachten zijn voortgekomen uit kruisingen met de mysterieuze oorspronkelijke bewoners (chieri, die losjes geïnspireerd zijn op elven). Die laatsten komen in de verhalen slechts op de achtergrond voor; het is wel duidelijk dat ze slechts klein in aantal zijn (met een steeds afnemende populatie), en dat ze zich zowel kunnen manifesteren als man of als vrouw. Andere fenomenen op de planeet die bovennatuurlijke krachten bevorderen zijn door de lucht aangevoerd stuifmeel met hallucinogene eigenschappen (ghost winds), en kristallen (starstones / matrices) die helpen om bovennatuurlijke krachten toe te passen. Het blijkt dat ook moderne mensen (die dus duizenden jaren na de kolonisatie arriveren) dezelfde gaven kunnen ontwikkelen, zonder kruisingen met wie dan ook. Mogelijk speelt afkomst een rol: onder de voorouders van de Darkovans waren veel Kelten (degenen met bovennatuurlijke krachten hebben bijna altijd fel rood haar), dus dan zouden ook 'moderne Kelten' aanleg kunnen hebben.
Deze bovennatuurlijke krachten hebben altijd telepathie als gemeenschappelijke factor, maar kunnen verder allerlei vormen aannemen. Deze vormen worden erfelijk overgedragen, zodat de leden van bepaalde families een grote kans op bepaalde gaven hebben. Deze krachten zijn niet vrij van nadelen. Veel van degenen die zulke krachten ontwikkelen krijgen in de puberteit last van overgangsverschijnselen (threshold sickness); dit kan dodelijk zijn. In de eerste periode nadat deze bovennatuurlijke krachten ontdekt zijn werd er een kweekprogramma opgezet om ze versterken; dit leidde tot inteelt, met veel doodgeboren kinderen. Verder is er ook iets als een te grote bovennatuurlijke kracht; wat voor nut heeft het om met een gedachte de planeet te kunnen vernietigen?
Later werd er een 'technologie' opgebouwd gebaseerd op deze bovennatuurlijke krachten; zo wordt er een techniek ontwikkeld om zulke kristallen te verenigen tot een groter geheel (lattice). Dit maakt het mogelijk om met meerdere personen samen werken aan een grote taak.

### Politieke organisatie
In de verhalen wordt de politieke geschiedenis van de planeet ingedeeld in drie hoofdperiodes. Ten eerste een periode waar bovennatuurlijke krachten gebruikt worden voor onderlinge strijd (Ages of Chaos). Het gebruik van bovennatuurlijke krachten is dan al geconcentreerd in speciale faciliteiten, kortweg aangeduid als 'torens' (towers), maar deze zijn niet neutraal. Er zijn veel kleine heersers (The Hundred Kingdoms) die elk een aantal mensen (leronyn: leroni (f) + laranzu'in (m)) met bovennatuurlijke krachten in dienst hebben om deze te gebruiken in de strijd. Met die bovennatuurlijke krachten worden wapens gemaakt, zoals een equivalent van witte fosfor (clingfire), vijandelijke strijdmachten opgespoord, illusies geproduceerd en vliegende auto's in de lucht gehouden waarmee vernietigende bombardementen worden uitgevoerd.
Om een einde te maken aan deze ellende wordt er een verbond gesloten (Compact) dat het gebruik van bovennatuurlijke krachten sterk aan banden legt. Voortaan mag bij oorlogvoering geen enkel wapen meer gebruikt worden dat ver reikt, dus alleen zwaarden, messen, speren, etc. De 'torens' worden neutraal en gaan voor het goede doel werken; de hoogste macht ligt voortaan bij toegewijde, maagdelijke vrouwen (Keepers). Er komt een koning die over de hele planeet heerst, al is er aanmerkelijke macht voor zeven families (The Seven Domains), of eigenlijk zes plus een (die ene heeft ruzie met de rest). Elk van deze zeven families (Comyn) heeft een eigen vorm van deze bovennatuurlijke krachten: samen brengen ze ook de mensen voort die in de torens wonen. Veel van de leden van de zeven families brengen een tijd in een toren door om getraind te worden in de eigen gave. In deze periode zijn geen van de verhalen gesitueerd: dit is een geïdealiseerde periode na de eerste periode (the Hundred Kingdoms) en voorafgaand aan de derde periode (Against the Terrans)
De derde periode begint met de komst van moderne mensen (terrans: 'aardlingen'). Deze moderne mensen vestigen een ruimtehaven (space port) met een permanente staf. Ondertussen gaat het met de zeven families niet heel goed; de aanleg tot bovennatuurlijke krachten vermindert, en het wordt steeds meer een probleem de torens te bemensen. De bovennatuurlijke technologie is in verval. Er is geen echte koning meer; het dagdagelijkse bestuur berust bij een regent. Deze houdt al te nauw contact met de moderne mensen af, waarbij het bestaan van de bovennatuurlijke technologie hem de machtspositie geeft om dat ook hard te maken. Zodoende is er slechts een beperkte mate van interactie, en er zijn maar weinig bewoners van de ruimtehaven die de plaatselijke taal spreken.
De derde periode eindigt als de ruimtehaven weer buiten gebruik gesteld wordt en de Darkovans weer op zichzelf zijn aangewezen.

#### Renunciates
Een speciale politieke groepering wordt gevormd door de Renunciates oftewel Free Amazons. Deze bestaat uit vrouwen die elke vorm van trouw aan hun families afgezworen hebben, en voortaan alleen elkaar als familie beschouwen. Ze zorgen voor zichzelf (door zelf te werken), desnoods ook in gevechten. Zij mogen niet op de traditionele manier trouwen, maar slechts een beperkt partnership aangaan dat de man niet te veel rechten geeft. Ze hebben een beperkte mate van zelfbestuur.

#### Overig
Verder komen in de verhalen wat overige elementen voor, zo is er een minderheid van christenen (cristoforos) met een klooster van toegewijde monniken die zich afgezonderd hebben en die door de rest van de planeet met rust gelaten worden. Dan zijn er nog diverse populaties van mensen of bijna-mensen, met een eigen beschaving, die zich niet of nauwelijks bemoeien met het gebied waar de verhalen zich afspelen.

## Geschiedenis
De auteur gaf aan dat de oorsprong van de verhalen heel ver terug lag in haar leven, toen zij een jaar of vijftien jaar was. Naarmate ze meer ervaring opdeed met schrijven werd de kwaliteit van deze verhalen beter. De auteur zelf vond The Bloody Sun (1964) het eerste echte boek dat acceptabel was als Darkover-boek. Eerder publiceerde ze al wel The Sword of Aldones (1962) dat goed ontvangen werd en een finalist was voor de Hugo Award, maar ze was daar niet tevreden over: later herschreef ze dit, met als resultaat: Sharra's Exile (1981). Nog eerder was The Planet Savers (1958 in een tijdschrift, in boekvorm tegelijk met The Sword of Aldones, als Ace Double). Overigens werd ook The Bloody Sun later (1979) nog herzien, vooral onder (her)toevoeging van materiaal dat er in eerste instantie uitgeredigeerd was.
Een van de bronnen van inspiratie, vooral voor veel van de namen voor hoofdfiguren, was The King in Yellow (1895, door Robert W. Chambers) dat op zich weer bronnen had in de Cthulhu Mythos. MZB gaf aan dat de serie niet ontstaan zou zijn zonder Donald A. Wollheim, eerst bij Ace Books, later bij DAW, die telkens boeken kocht, en bij gelegenheid ook over bezwaren tegen al te expliciete, grensverleggende scènes heen stapte.
Vanaf 1980 zijn bundels met korte verhalen verschenen, grotendeels geschreven door fans, maar geredigeerd door Marion Zimmer Bradley. Deze werden uitgegeven onder het copyright van Marion Zimmer Bradley and The Friends of Darkover. Op een gegeven ogenblik waren er problemen omdat gesteld werd dat een verhaallijn in een roman (van MZB) overgenomen was van een kort verhaal van een fan, waarna het boek niet gepubliceerd werd. Dit leidde ertoe dat voortaan geëist werd dat het copyright van korte verhalen overgedragen werd; die boeken werden uitgegeven onder het copyright van Marion Zimmer Bradley. In 1994 verscheen de laatste bundel die door haarzelf geredigeerd was.
Tegen het einde van het leven van Marion Zimmer Bradley, en na haar dood (1999), werden boeken uitgegeven die wel (in meerdere of mindere mate) gebaseerd waren op haar ideeën (later slechts in haar geest) maar geschreven door anderen. Deze werden uitgegeven als door haar geschreven, of door haar met die ander, of door die ander. In 2013 werd ook het publiceren van dergelijke bloemlezingen hervat

## Algemene karakteristieken
In de verhalen komt een heel groot scala aan thema's aan de orde, kennelijk alles wat de publieke aandacht genoot toen het verhaal geschreven werd, maar ook klassieke thema's als vrijheidsdrang en reactionair verzet tegen elke vorm van verandering. Opvallend is het her en der voorkomen van een aantal seksuele thema's, zoals: homoseksuele relaties (in een tijd dat daar nog een taboe op rustte), de vraag of een telepaat intiem kan zijn met een niet-telepaat, de traditie dat een vrouw die sterke seksuele verlangens opwekt bij een man ook moreel verplicht is deze te bevredigen.
Ook het contrast tussen de technologisch georiënteerde moderne mensen enerzijds en de 'primitieve' Darkoverans anderzijds is een dankbare bron voor verhaallijnen.

## Verder
De serie werd goed verkocht, met ook regelmatig vertalingen, in diverse talen. Het gegeven dat er nog lang na de dood van Marion Zimmer Bradley nieuwe verhalen gepubliceerd blijven worden, getuigt van de weerklank die de serie oproept.
Maar de ontvangst van verhalen wisselde per groep en per boek: met name feministen reageerden soms fel op een bepaald boek. Het meeste enthousiasme, gemeten aan ingeleverde verhalen door fans, werd gewekt door de Free Amazons.
Plannen voor een televisieserie zijn later weer geschrapt.